# Fundação Richard Dawkins para a Razão e a Ciência
Fundação Richard Dawkins para a Razão e a Ciência (em inglês:  Richard Dawkins Foundation for Reason and Science - RDFRS ou RDF) é uma organização sem fins lucrativos criada pelo biólogo britânico Richard Dawkins.
Os administradores são Richard Dawkins e Claire Enders no Reino Unido e J. Anderson Thomson nos Estados Unidos. O Diretor Executivo é a psicóloga Dr. R. Elisabeth Cornwell, sediada em Washington, D.C.
Entre as atividades planejadas, a RDFRS vai financiar pesquisas sobre a psicologia da crença e da religião, financiar programas de educação científica e divulgar e apoiar organizações de caridade seculares.